# Mischocyttarus similatus
Mischocyttarus similatus är en getingart som beskrevs av Zikan 1935. Mischocyttarus similatus ingår i släktet Mischocyttarus och familjen getingar. Inga underarter finns listade i Catalogue of Life.